# Taimuraz Tigiyev
Taimuraz Tigiyev (n. 15 ianuarie 1982, Ordjonikidze, RSFS Rusă, URSS) este un luptător ce a reprezentat Kazahstan. A participat la 2 ediții ale Jocurilor Olimpice (2008, 2012) în care a câștigat inițial o medalie de argint.

## Cariera sportivă și participările olimpice
Taimuraz Tigiyev s-a remarcat ca luptător de stil liber, reprezentând Kazahstanul la nivel internațional.
La Jocurile Olimpice de vară din 2008 de la Beijing, Tigiyev a concurat la categoria 96 kg masculin. A avut un parcurs notabil, ajungând până în finală, unde a obținut medalia de argint. Această medalie a reprezentat o performanță importantă în cariera sa și pentru delegația kazahă.
A participat și la Jocurile Olimpice de vară din 2012 de la Londra, tot la categoria 96 kg. Deși nu a reușit să repete performanța din 2008, a continuat să concureze la cel mai înalt nivel. În runda a doua a competiției de la Londra, a fost învins de Abdusalam Gadisov din Rusia.

## Revocarea medaliei olimpice
În 2016, Comitetul Internațional Olimpic (CIO) a demarat o serie de retestări ale probelor de dopaj prelevate la Jocurile Olimpice din 2008 și 2012, utilizând metode analitice îmbunătățite. În urma acestor retestări, proba lui Taimuraz Tigiyev de la Beijing 2008 a fost găsită pozitivă pentru steroizi anabolizanți, în special pentru turinabol.
Pe 26 octombrie 2016, CIO a anunțat oficial descalificarea lui Taimuraz Tigiyev de la Jocurile Olimpice din 2008 și revocarea medaliei sale de argint. Această decizie a făcut parte dintr-un val de descalificări care a afectat mai mulți sportivi, inclusiv șase medaliați olimpici de la Beijing, ca urmare a noilor descoperiri în testarea antidoping. CIO stochează probele de dopaj timp de zece ani pentru a permite reanalizarea acestora cu tehnologii avansate, în încercarea de a asigura o competiție echitabilă.
Revocarea medaliei a avut un impact semnificativ asupra carierei lui Tigiyev și asupra înregistrărilor oficiale olimpice. Medaliile sunt reatribuite sportivilor clasați ulterior.